# Mona Abu Suleyman

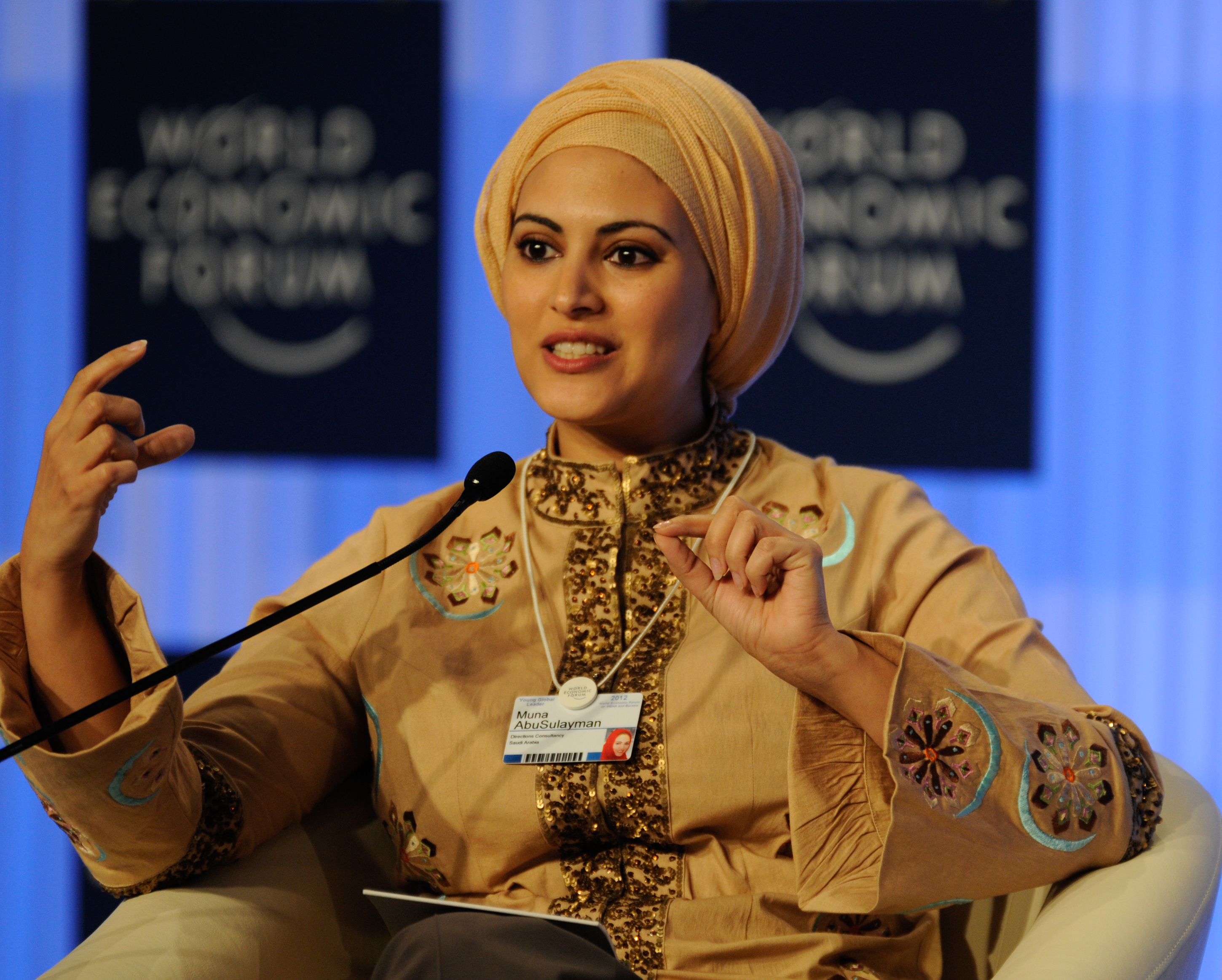
Mona Abu Suleyman

Mona Abu Suleyman (* 1973 in Saudi-Arabien) ist eine saudische Frauenrechtlerin, Direktorin einer Stiftung der Kingdom Holding, Dozentin, „Botschafterin des guten Willens“ bei dem Entwicklungsprogramm der Vereinten Nationen und die Vorsitzende des Weltwirtschaftsforums in Dschidda, Saudi-Arabien.
Sie ist geschieden und hat eine Tochter.
Seit dem Jahre 1997 ist sie Gastdozentin für Amerikanische Literatur an der König-Saud-Universität in Riad. Sie wurde bei einem Treffen der Global Young Leaders Conference ausgezeichnet.
Seit den Anschlägen des 11. September wird sie im Rahmen des Programmes zur Frauenemanzipation in Saudi-Arabien von der saudischen Regierung gefördert. Im Jahre 2005 wurde sie Botschafterin des guten Willens bei der UN. Sie ist Co-Gastgeberin in einer Talkshow für Frauen bei MBC. Im Jahre 2007 wurde sie bei der Verleihung der Middle East Excellence Awards in Dubai ausgezeichnet.
Des Weiteren ist sie Direktorin einer Stiftung für humanitäre Hilfe der Kingdom Holding von Prinz al-Walid ibn Talal. Er gilt als ein Unterstützer der Frauenemanzipation in Saudi-Arabien, ist jedoch von Staatsämtern ausgeschlossen.